# Mattheus Rodde (Politiker, 1724)
Mattheus Rodde (* 1724 in Lübeck; † 2. August 1783 ebenda) war ein deutscher Kaufmann und Lübecker Ratsherr.

## Leben
Mattheus Rodde war Sohn des Lübecker Bürgermeisters Mattheus Rodde. 1739 wurde er im Handelsgeschäft seines Vaters aktiv und bereiste im Auftrage der Firma 1748 bis 1749 Riga, Reval, Narwa und Sankt Petersburg im Osten sowie in der Zeit von 1750 bis 1751 Amsterdam, London, Lissabon und Bordeaux im Westen Lübecks. Rodde setzte das Geschäft seines Vaters nach dessen Tod 1761 mit dem Ratsherrn Joachim Peters fort. Er war Ältermann der Lübecker Kaufleutekompagnie. 1770 wurde er in den Rat der Hansestadt Lübeck erwählt.
Mattheus Rodde war verheiratet mit einer Tochter des Lübecker Bürgermeisters Heinrich Diedrich Balemann.